# Sant Antoni de Pàdua (Altafulla)
Sant Antoni de Pàdua és una església renaixentista amb afegits barrocs del municipi d'Altafulla protegida com a bé cultural d'interès local. És una ermita renaixentista popular amb afegits d'estil barroc, que va més en consonància amb les manifestacions arquitectòniques de tota la resta de la vila. Va ser construïda molt possiblement abans de l'any 1717. L'estil arquitectònic és d'una gran senzillesa. La planta és d'una nau -amb llunetes- i el revestiment és de maçoneria, reforçades amb carreus a les cantonades.

## Història
L'ermita d'Altafulla fou erigida gràcies a la donació que de part dels seus béns feu el pescador i primer ermità, Baltasar Rabassa, però com que la deixà de Rabassa resultà insuficient per a cloure l'obra. Els pescadors es comprometeren a acabar-la a base d'aportar la meitat de la setena part de la pesca fins que l'ermita restés acabada, cosa que succeí l'any 1717.
Durant la guerra del francès, l'ermita sofrí greus desperfectes, ja que la seva localització estratègica va fer que fos ocupada per les tropes napoleòniques que la utilitzaren com a caserna.
En els anys que regentà la parròquia d'Altafulla el rector vallenc Ramon Piñas i Morlà, aquest emprengué l'obra de restauració d'aquesta popular ermita, dotant-la d'un nou altar major, d'una graderia en el presbiteri i d'una carretera d'accés a l'ermita.